# Mesothriscus collaris
Mesothriscus collaris är en skalbaggsart som beskrevs av Sharp 1903. Mesothriscus collaris ingår i släktet Mesothriscus och familjen jordlöpare. Inga underarter finns listade i Catalogue of Life.